# Jizz Hornkamp
Jizz Hornkamp (De Rijp, 7 maart 1998) is een Nederlands voetballer die doorgaans speelt als spits. In juli 2023 verruilde hij Willem II voor Heracles Almelo.

## Clubcarrière
Hornkamp speelde in de jeugd van SV De Rijp, Ajax, AZ en sc Heerenveen. Bij die laatste club maakte hij sinds het seizoen 2017/18 deel uit van de eerste selectie. Hij debuteerde in de play-offs voor de UEFA Europa League op 9 mei 2018, in de met 4–3 gewonnen thuiswedstrijd tegen FC Utrecht. Hij kwam in de achtentachtigste minuut in het veld voor Reza Ghoochannejhad. Zijn eerste doelpunt maakte hij op 22 september 2018, toen hij in de blessuretijd van de tweede helft als invaller de gelijkmaker tegen Excelsior maakte: 3–3. Na de winterstop van dat seizoen besloot trainer Jan Olde Riekerink om hem om te scholen tot rechtsback.
In juli 2019 maakte Hornkamp de overstap naar FC Den Bosch, waar hij zich weer als spits wilde bewijzen. In zijn eerste seizoen daar liep hij een heupblessure op. Deze zou hem bijna het hele seizoen langs de kant houden. De jaargang erop had hij een basisplaats en hij maakte twintig doelpunten. Alleen Robert Mühren (FC Volendam) en Elías Már Ómarsson (Excelsior) scoorden dat seizoen meer dan hij. Op 30 januari 2021 was hij vier keer trefzeker tegen Excelsior (4–4). Tijdens de winterstop van het seizoen 2021/22 maakte de spits voor circa tweehonderdduizend euro de overgang van Den Bosch naar Willem II.
Na een seizoen waarin hij negen competitiegoals had gemaakt, verkaste Hornkamp in juli 2023 naar Heracles Almelo, waar hij zijn handtekening zette onder een verbintenis voor de duur van drie seizoenen, met een optie op een jaar extra. Tijdens de eerste wedstrijd van het seizoen, tegen Ajax, viel Hornkamp geblesseerd uit, waarna hij een operatie aan zijn enkel moest ondergaan. In januari 2024 maakte hij zijn rentree, tegen FC Volendam. Hij viel in de rust in en maakte na vier seconden een overtreding waarvoor hij geel kreeg. Dit was de snelste gele kaart na een invalbeurt sinds deze data worden bijgehouden. Later in de wedstrijd scoorde hij, waardoor met 1–1 gelijkgespeeld werd. Tijdens de voorbereiding op het seizoen 2024/25 raakte Hornkamp opnieuw geblesseerd, nu aan zijn knie. Hij lag er een paar maanden uit en na zijn terugkeer moest hij het vaak doen met een reserverol achter Luka Kulenović.

## Clubstatistieken
| Seizoen | Club            | Competitie     | Competitie | Competitie | Beker | Beker | Internationaal | Internationaal | Nacompetitie | Nacompetitie | Totaal | Totaal |
| Seizoen | Club            | Competitie     | Wed.       | Dlp.       | Wed.  | Dlp.  | Wed.           | Dlp.           | Wed.         | Dlp.         | Wed.   | Dlp.   |
| ------- | --------------- | -------------- | ---------- | ---------- | ----- | ----- | -------------- | -------------- | ------------ | ------------ | ------ | ------ |
| 2017/18 | sc Heerenveen   | Eredivisie     | 0          | 0          | 0     | 0     | —              | —              | 2            | 0            | 2      | 0      |
| 2018/19 | sc Heerenveen   | Eredivisie     | 18         | 2          | 1     | 0     | —              | —              | —            | —            | 19     | 2      |
| 2019/20 | FC Den Bosch    | Eerste divisie | 1          | 0          | 0     | 0     | —              | —              | —            | —            | 1      | 0      |
| 2020/21 | FC Den Bosch    | Eerste divisie | 34         | 20         | 1     | 0     | —              | —              | —            | —            | 35     | 20     |
| 2021/22 | FC Den Bosch    | Eerste divisie | 18         | 5          | 0     | 0     | —              | —              | —            | —            | 18     | 5      |
| 2021/22 | Willem II       | Eredivisie     | 13         | 4          | 0     | 0     | —              | —              | —            | —            | 13     | 4      |
| 2022/23 | Willem II       | Eerste divisie | 32         | 9          | 1     | 0     | —              | —              | 2            | 2            | 35     | 11     |
| 2023/24 | Heracles Almelo | Eredivisie     | 22         | 10         | 0     | 0     | —              | —              | —            | —            | 17     | 10     |
| 2024/25 | Heracles Almelo | Eredivisie     | 15         | 8          | 1     | 0     | —              | —              | —            | —            | 10     | 1      |
| Totaal  | Totaal          | Totaal         | 142        | 51         | 4     | 0     | 0              | 0              | 4            | 2            | 150    | 53     |

Bijgewerkt op 4 december 2024.

## Persoonlijk
Hornkamp kreeg in 2014 een relatie met Myrthe. Nadat ze negen jaar een relatie hadden, vroeg hij haar ten huwelijk en verloofden ze zich.